# Прозорі дракони
Прозорі дракони — це науково-фантастичний роман Шона Макмуллена (англ. Sean McMullen), другий в циклі романів саги про Місячні світи.      

## Сюжет

### Основні перонажі
Ларон — колишній вампір, який 700 років жив у тілі чотирнадцятирічного хлопця. Древня зброя під назвою "Срібна смерть" повернула йому життя та вилікувала від вампіризму (книга Подорож «Місячної тіні»). Вважає себе лицарем та наглядає за Веландер;
Веландер — колишня жриця майже знищеної секти метрологів. Внаслідок магічного впливу померла та повернута до існування Лароном у формі вампіра. П"є кров п"яних щоб заглушити відчуття вини;
Терикель — жриця майже знищеної секти метрологів, ордену який не тільки зберігає старі знання, але систематично вивчає чаклунство, наприклад, для мистецтва;
Уоллес (Мильваріос з Турлоссена) —  колишній магістр музики  при дворі Сарголанського імператора, якого звинувачують у його вбивстві на весіллі принцеси Сентеррі . Не може втриматися від того щоб звабити будь-яку жінку, яка йому попадеться на його шляху;
Енді Теннонер —  молодий корабельний столяр, рекрут Гвардії супроводження подорожей;
Принцеса Сентеррі — капризна принцеса - інтриганка, яка подорожує з охороною з Гвардії супроводження подорожей своїм королівством після весілля.

### Розвиток сюжету
Сюжет є продовженням попередньої книги саги Подорож «Місячної тіні» та частина персонажів книги присутня і в другій частині саги. Головні герої книги пробують завадити відбудові древнього магічного артефакта Стіни Драконів, яку зводять маги з усієї планети в різних її кінцях під наглядом Прозорих драконів (колишні маги, які досягнули могутності). Публічною метою зведення Стіни Драконів є зменшення сили штормів, які бушують на планеті та майже знищили судоходство морями після використання магічного артефакта з першої частини саги "Срібної смерті". Проте насправді це концентратор енергії та зброя, здатна знищити цілі квартали будь-якого міста.
Сюжет концентрується, навколо молодого столяра Енді Теннонера, який під наставництвом Лерона  перетворюється з простого селянина, хворого на алкоголізм на шляхетного хлопця, який турбується про інших, зокрема про вампіршу Веландер. Енді Теннонер знайомиться з Уоллесом, який переховується від охоронців імператора, якого він ніби убив, та вони рятують від смерті Терикель, яка замислила зірвати будівництво стіни Драконів. Влаштувавшись завдяки Лерону до Гвардії супроводження подорожей Енді та Уоллес знайомлятсь з розвідниками цієї гвардії і супроводжують принцесу Сентеррі в подорожі. Проте на них нападають та майже вся охорона принцеси знищена. Головні герої рятуються і допомагають  Терикель  зустрітися з древніми Прозорими драконами, які вирішують допомогти їй знищити Стіну Драконів. Після пригод  Енді, Уоллес Лерон за допомогою «Місячної тіні» - корабля з першої частини саги перепливають штормове море і прибувають на батьківщину Енді, якою править екстравагантний принц (насправді править тріумвірат з придворного співака, служниці і казначей, а принц подавився полуницею в шоколаді в їх присутності п’ять років тому). Терикель  вдається знищити Стіну Драконів, а маги, які її будували та з її допомогою знищували магічні академії, бібліотеки, храми їх  противників опиняються поза законом. До кінця книги майже всі головні герої зазнають суттєвих змін.
В книзі багато відгалужень головного сюжету, пов’язаних з дворцовими інтригами, змовами, любовними лініями.